# アサザ基金
特定非営利活動法人アサザ基金（アサザききん）は、アサザプロジェクトと称する霞ヶ浦再生プロジェクトを推進する上で誕生したNPO法人である。代表理事は飯島博。現在では、このアサザ基金により、多くの自然保護プロジェクトが推進されている。認定NPO法人である。

## アサザプロジェクト
霞ヶ浦再生を目指して活動するプロジェクトである。1981年に結成された市民団体「霞ヶ浦をよくする市民連絡会議」（後に「霞ヶ浦・北浦をよくする市民連絡会議」）の事務局長は、小学生を中心とする自然観察会メンバーと共に、1年間かけて霞ヶ浦の環境情報を把握した結果、アサザをはじめとした波消作用や堆砂作用を持つ水生植物群落を使って、浅瀬や砂浜を取り戻していこうと考えた。1995年に「霞ヶ浦・北浦をよくする市民連絡会議」は、アサザ基金を設立し（1999年NPO法人格取得）、アサザの里親制度を発足させたところ、徐々に小学校や企業単位での参加が増えていった（平成16年版　国民生活白書より）。現在では参加者はのべ20万人。「100年後に野生復帰したトキが湖面に舞う」そのような霞ヶ浦・北浦流域の自然と人間の共生の未来を目標とし「学校ビオトープ」、「里山づくりと粗朶消波施設設置計画」、「コウノトリ夢ネット」「地元の酒造会社と連携した水源地保全のための地酒づくり」など活動の幅を広げている。

## 学校ビオトープ
アサザプロジェクトの一環として、子どもたちが総合的な学習の中で行っている活動であるとされる。内容としては、アサザなどの植物を学校で育て、それを湖に植えつけて自然に返すといった、水辺の再生活動である。また、湖の水辺を再生する植物の保護育成の他にも、トンボの繁殖を助け、トンボの生息個体数を増やす取り組みも行われている。

## 里山づくり
里山の森林再生を目的とした取り組みである。霞ヶ浦・北浦流域では、森林面積が流域面積の2割程度まで減少している。この里山・森林に手を加え、切り出された枝や間伐材を用いて粗朶を作っている。それを粗朶消波堤として設置し、湖岸再生に役立てるといった取り組みが行われている。また、昔ながらの文化であった炭づくりやキノコ原木などを甦らせ、里山と人間の共存をテーマとした取り組みが活性化しているとしている。

## 粗朶消波施設設置計画
粗朶消波施設とは川の堤防を守るために使われていた江戸時代の伝統技術であり、水底に丸太を打ち込んで枠を作り、中に雑木の枝の束（粗朶）を入れたものである。
植えつけたばかりのアサザなどは、自立するまでは消波施設で打ち寄せる波から守らなければならない。消波施設としては、コンクリートの壁や石積みなどの施設が一般的であるが、これではアザサの繁殖の妨げになってしまう、魚が浅瀬に侵入できなくなるといったデメリットが生まれる。アサザプロジェクトでは
1. アサザの繁殖や生物の移動を妨げない
2. アサザが自立する頃には、消波施設がなくなる
3. 資金がかからない

以上の条件を満たす消波施設として粗朶消波施設を採用した。

## コウノトリ夢ネット
足尾山地、渡良瀬遊水池は、足尾鉱毒事件で知られているように、日本で公害・環境問題が注目されたきっかけとなってしまった地域である。そこで、アサザプロジェクトと連携して、足尾山地と渡良瀬遊水池の緑化・湿地の再生を行っている。それまでの緑化事業では、外来種が多く用いられてきた。しかし、上流部での外来種の導入は、川を通してその外来種の生息範囲の拡大を引き起こし、それまでの生態系に悪影響を及ぼす可能性があるため、問題視されている。そこでこのプロジェクトでは、生態系に配慮した介入が行われている。具体的には、足尾山地に残っているドングリなどの樹木を採取し、それを苗として育て、自然に移植するという方法がとられている。目標はコウノトリが野生復帰できるような、健やかで豊かな自然環境を取り戻すことであり、40年という長いスパンでこの試みが遂行されている。

## 地元の酒造会社と連携した水源地保全のための地酒づくり
アサザプロジェクトが取り組んでいる水源地再生事業から発足した、アサザのオリジナル酒の店頭販売事業である。近年は、米余りや農業従事者の減少などが原因で、谷津田が耕作破棄されることが多くなり、問題となっている。そこで、耕作破棄された谷津田を再生し、林を再生するといった事業が行われている。その一環として、田んぼで収穫した米から「広がれアサザの夢」という酒を生産し、販売が行われている。酒は、取手にある田中酒造が醸した500mlビンと、石岡の高浜の白菊酒造が醸した720mlビンの2種類がある。この酒販売の売り上げの一部は、水源再生の資金として役立てられている。